# Гладков, Андрей Николаевич
Андре́й Никола́евич Гладко́в (род. 24 марта 1997 года, Волгоград, Россия)  — российский пловец - паралимпиец. Многократный призёр летних Паралимпийских игр 2012, заслуженный мастер спорта России по плаванию среди спортсменов с поражением опорно-двигательного аппарата (ПОДА).

## Награды
- Медаль ордена «За заслуги перед Отечеством» II степени (10 сентября 2012 года) — за большой вклад в развитие физической культуры и спорта, высокие спортивные достижения на XIV Паралимпийских летних играх 2012 года в городе Лондоне (Великобритания)[1].
- Заслуженный мастер спорта России (2012).